# Savioru
Savioru – wieś w Estonii, w prowincji Võru, w gminie Rõuge.